# Плюшевий ведмедик

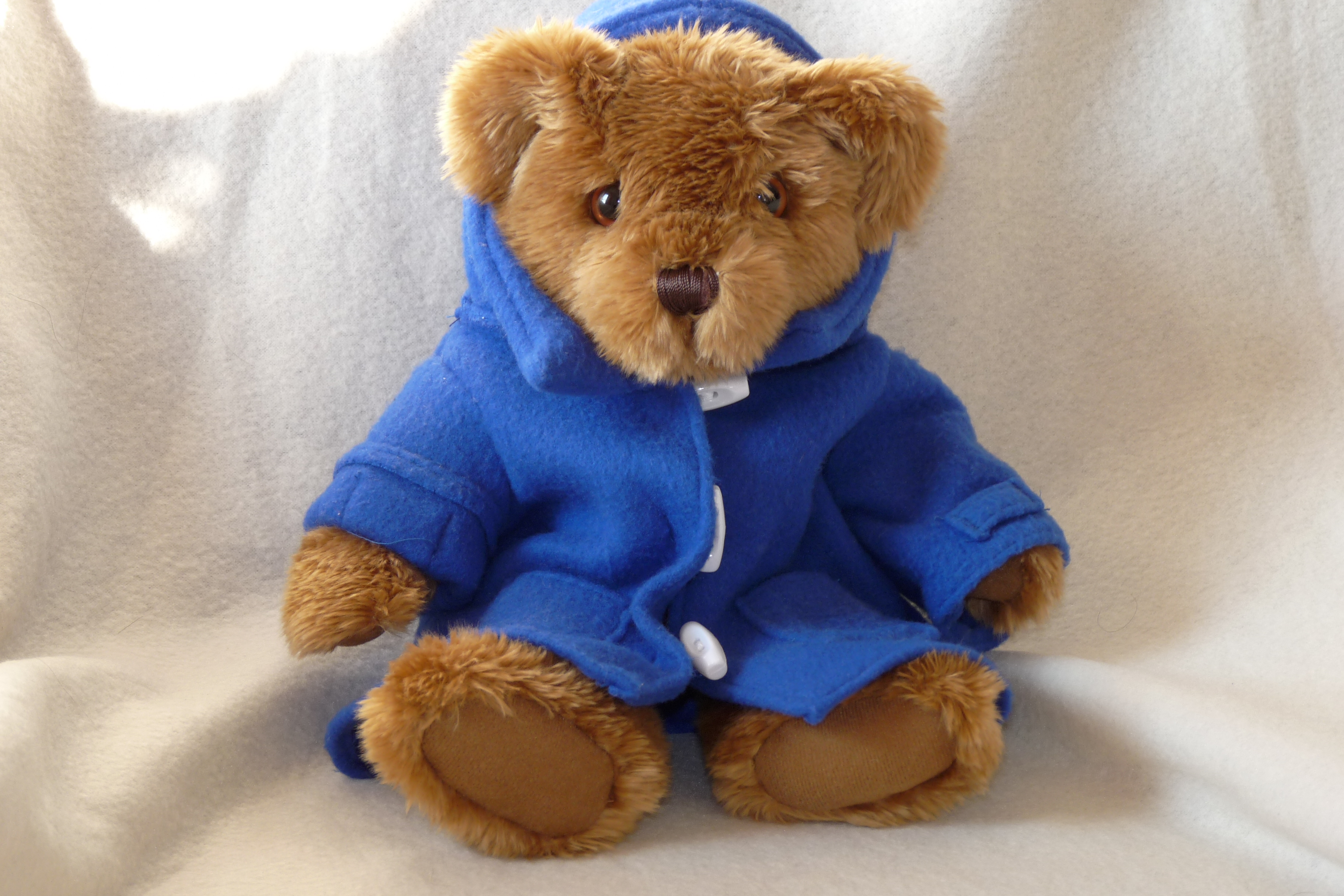
Плюшевий ведмедик

Плюшевий ведмедик — м'яка іграшка у вигляді ведмедика, розроблена одночасно виробниками іграшок Моррісом Міхтомом у США та Річардом Штайффом під керівництвом його тітки Маргарет Штайфф у Німеччині на початку 20-го століття та названий на честь президента Теодора Рузвельта. День плюшевого ведмедика (День ведмедика Тедді, англ. Teddy Bear Day) в США, Великій Британії, скандинавських країнах святкують 11 лютого.
Перші плюшеві ведмедики, які прагнули наслідувати форму справжніх ведмежат, дуже відрізнялися за формою, стилем, кольором та матеріалом. Вони стали предметами колекціонування. Ведмедики є одними з найпопулярніших подарунків для дітей, і їх часто дарують дорослим на знак прихильності, привітання чи співчуття.

## Історія
У листопаді 1902 року президент США Теодор Рузвельт на полюванні в штаті Міссісіпі пошкодував ведмедя. Ця подія стала приводом для численних жартів. Зокрема, в одній з карикатур делегація ведмедів вимагала від Рузвельта підписати з людством пакт про ненапад.
Одну з карикатур помітив Морріс Мічтом (справжнє ім'я — Михайло Мішім)  — емігрант із Російської імперії, власник крамниці іграшок у Нью-Йорку. Дружина Мічтома — Роуз виготовила першого іграшкового ведмедика, на кшталт того, що був на карикатурі. Ведмежа було виставлене у вітрині магазину поруч із карикатурою президента США і отримало ім'я Ведмежа Тедді (скорочено від Теодор, англ. Teddy Bear). Мічтом був здивований, скільки людей звернулося до нього з проханням купити таку іграшку. Торговець звернувся до Рузвельта і попросив дати його ім'я цій іграшці і отримав згоду.
У 1903 Морріс Мічтом разом зі своєю дружиною заснував компанію Ideal Novelty and Toy Company, назва після смерті Морріса була змінена на Ideal Toy Company.
Трохи раніше, в 1902 році, в Німеччині, фірмою Steiff було виготовлено ведмежа 55 РВ. Маргарет Штайф випустила плюшевого ведмедика з рухомими лапами за дизайном її племінника Річарда. У 1903 році на виставці іграшок в Лейпцигу американець Герман Берг (брат композитора Альбана Берга) замовив відразу 3000 примірників, а на виставці в Сент-Луїсі в 1904 році було продано вже 12 000 ведмедиків, за що Маргарита і Річард отримали золоту медаль.
Північноамериканський педагог Сеймур Ітон написав серію дитячих книжок «Ведмеді Рузвельта», а композитор Джон Уолтер Браттон у 1907 році написав інструментальну композицію «Пікнік плюшевих ведмедиків», до якої у 1932 році написав слова Джиммі Кеннеді.
Ранні плюшеві ведмедики були схожі на справжніх ведмедів, з розширеними мордами та очима-намистинами. Сучасні плюшеві ведмедики, як правило, мають більші очі, лоб і менші носики, схожі на дитячі, зміни призначені для того, щоб підвищити «миловидність» іграшки. Деякі плюшеві ведмедики створені для представлення різних видів: білі та бурі ведмеді, панди та коали.
У той час як ранні плюшеві ведмедики були покриті коричневим мохеровим хутром, сучасні плюшеві ведмедики виготовляються з широкого спектру наявних у продажу тканин, найчастіше штучного хутра, а також велюру, деніму, бавовни, атласу та полотна.

## У поп-культурі
- Плюшевий ведмідь Вінні-Пух — персонаж книг Мілна, який став героєм численних художніх творів, мультфільмів, фільмів, коміксів, ігор тощо.
- Плюшевий ведмідь Тед — персонаж комедійних фільмів «Третій зайвий» (англ. Ted) та «Третій зайвий 2».